# Cebuella pygmaea
Lo uistitì pigmeo (Cebuella pygmaea Spix, 1823) è un primate platirrino della famiglia dei Callitricidi.
È stato a lungo ascritto ad un proprio genere monospecifico Cebuella (Cebuella pygmaea): attualmente gli studiosi sono tuttavia più propensi a considerare questo genere un sottogenere nell'ambito del genere Callithrix.

## Distribuzione
Con due sottospecie (C. pygmaea niveiventris e C. pygmaea pygmaea) vive nell'alto bacino del Rio delle Amazzoni, nella zona politicamente divisa fra Brasile, Colombia, Perù e Bolivia. Preferisce le aree di foresta inondata o con ricco sottobosco: possono colonizzare anche aree di foresta pluviale secondaria, qualora vi sia disponibilità di cibo sufficiente.

## Descrizione

### Dimensioni
Misura una trentina di centimetri, di cui più della metà spetta alla coda, per un peso medio di 130 g. Queste misure ne fanno la scimmia propriamente detta più piccola del mondo.

### Aspetto
Il pelo è denso e morbido, più lungo su testa e petto: sul collo e sulla testa è di colore bruno-grigiastro, mentre il dorso è nerastro con peli striati di grigio e bruno. La zona ventrale è tendente all'arancio nella sottospecie nominale, mentre rimane bianca nella sottospecie niveiventris. La coda, non prensile, presenta anelli bruni.

Le zampe posteriori sono più lunghe rispetto a quelle anteriori: tutte le mani presentano unghie appuntite, fatta eccezione per il pollice, che ha un'unghia larga ed appiattita.

Diversamente da molti altri congeneri, questi animali hanno solo due molari anziché tre: i canini sono invece leggermente più lunghi degli incisivi, come risultato della particolare dieta degli uistitì pigmei.

## Biologia
Si tratta di animali diurni ed arborei: si muovono in piccoli gruppi familiari, correndo e saltellando continuamente nel sottobosco, in un territorio che può avere estensione variabile fra i 30 ed i 100 acri, a seconda della disponibilità di cibo nella zona. Gli uistitì pigmei utilizzano delle particolari ghiandole situate sul petto e nell'area pubica per marcare il territorio, oltre che una serie di vocalizzazioni assai acute, alcune delle quali non udibili dall'orecchio umano.

### Alimentazione

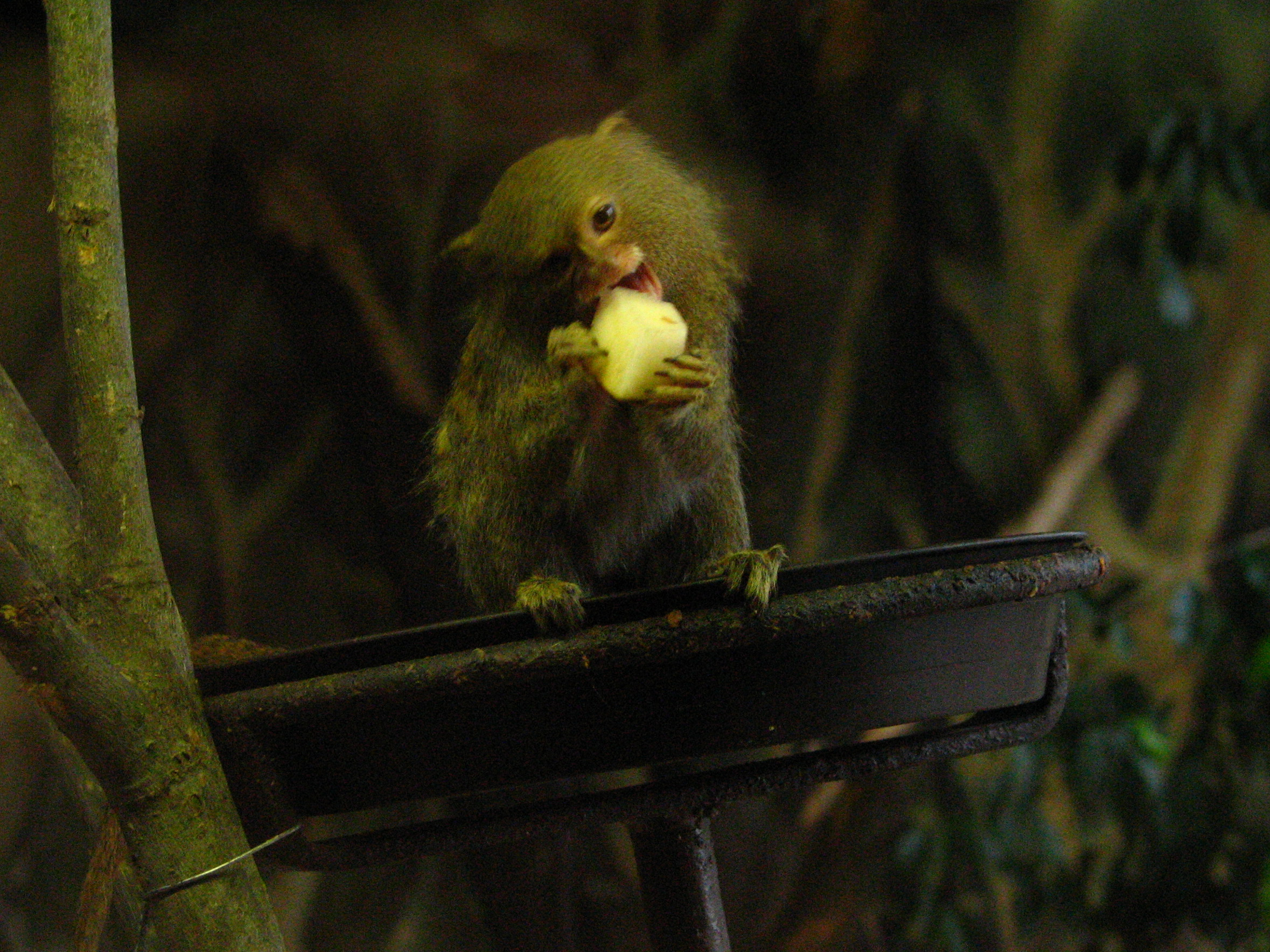
Uno uistitì pigmeo durante il pasto.

Sebbene possano nutrirsi di frutta ed insetti, la loro dieta si basa principalmente su linfa e gommoresina di varie piante, che ricavano incidendo la corteccia coi denti incisivi inferiori e leccando gli essudati, a volte catturando eventuali insetti sopraggiunti per nutrirsi anch'essi dello stesso cibo: grazie alla loro taglia estremamente piccola, possono raggiungere le punte di rami inaccessibili ad altri animali più grandi, e quindi nutrirsi in relativa tranquillità e col minimo rischio di competizione con altre specie per il cibo.

### Riproduzione
All'interno dei gruppi solo una femmina l'anno si riproduce: da alcune ricerche si evince che questi animali siano perlopiù monogami, mentre altri studiosi hanno osservato comportamenti poliandrici da parte delle femmine. La gestazione dura circa tre mesi, al termine dei quali vengono dati alla luce due gemelli, che alla nascita pesano una quindicina di grammi.

I cuccioli vengono accuditi perlopiù dal maschio, aiutato in questo da tutti i membri del gruppo, e lasciati alla femmina solo durante la poppata. I piccoli vengono svezzati a tre mesi d'età, dopodiché possono dirsi indipendenti, anche se tendono a restare nel gruppo natio anche una volta adulti: raggiungono la maturità sessuale a un anno e mezzo circa e la taglia adulta definitiva attorno ai due anni d'età.
Non si sa quale sia la speranza di vita di questa specie in natura: in cattività raggiunge i 15 anni.